# Mod (fale)
Mod (łac. modus – rodzaj, sposób) – w ruchu falowym, rodzaj drgania, czyli fali stojącej (charakteryzowanej przez długość fali) wzbudzanej w rezonatorze, jeśli rezonator pobudzany jest do drgań przez fale z pewnego zakresu długości. W zależności od kształtu rezonatora jego wzbudzenia mogą być:
- jednomodowe – wzmacniana jest jedna, ściśle określona długość fali,
- wielomodowe – posiadające kilka lub kilkanaście modów.

Geometria rezonatora określa również rodzaj modów:
- w rezonatorze jednowymiarowym wzbudzane są tylko mody osiowe,
- w rezonatorze trójwymiarowym mogą powstawać również mody poprzeczne.

Analiza drgań rezonatorów z użyciem modów znalazła zastosowanie m.in. w
- akustyce:
  - akustyce pomieszczeń,
  - elektroakustyce (fasery),
- optyce:
  - modach lasera,
  - technice światłowodowej.